# 松平典信
松平 典信（まつだいら すけのぶ）は、江戸時代前期の大名。丹波国篠山藩2代藩主。官位は従五位下大和守、駿河守。形原松平家8代当主。諱の読みは「のりのぶ」ともいわれる。

## 略歴
寛永6年（1629年）2月24日、初代藩主・松平康信の長男として摂津国高槻で誕生。
慶安4年（1651年）12月28日、従五位下・大和守に叙位・任官する。明暦元年4月、駿河守に改任され、寛文9年（1669年）9月29日、父の隠居により家督を継いで2代藩主となった。襲封後、典信は領民の飲料水のため玉水の清泉を復活し、醸酒や灌漑にも使用した。
藩主在職僅か3年後の寛文12年（1672年）11月20日に江戸で死去した。享年44。跡を次男・信利が継いだ。

## 系譜
- 父：松平康信（1600-1682）
- 母：常覚院 - 水野重央娘
- 正室：専称院 - 板倉重宗娘
  - 次男：松平信利（1659-1677）
  - 三男：松平信庸（1666-1717） - 松平信利の養子
- 生母不明の子女
  - 長男：松平信孝（1655-1690） - 庶長子。松平重信の養子
  - 女子：松平光永正室
  - 女子：板倉重郷養女 - 内藤忠次正室のち中山信行継室
  - 女子：戸田重恒正室
  - 女子：松平忠充正室
  - 女子：松平氏辰室
  - 女子：真田信音正室
  - 女子：永井直敬正室
  - 女子：松平近禎正室